# Reza Naji
Reza Naji (Isfahan, 27 giugno 1923 – Teheran, 15 febbraio 1979) è stato un generale iraniano, giustiziato dal neo-nato regime islamico.
Le accuse contro Majidi, come descrive il rapporto di Amnesty International, furono: corruzione sulla terra; concorso in omicidio; tradimento.
Secondo Amnesty, non fu organizzato un processo equo.